# Энтерококки
Энтерококки (лат. Enterococcus) — род бактерий из семейства Enterococcaceae, является типовым родом семейства.

## Описание
Грамположительные кокки, часто представлены парами (диплококки) или короткими цепочками, трудноотличимы от стрептококков по физиологическим характеристикам.
Энтерококки — шаровидные или овальные бактерии диаметром 0,5—1 мкм соединяются в пары или короткие цепи (в жидких питательных средах). Энтерококки отличаются резко выраженным полиморфизмом клеток, некоторые штаммы подвижны, имеют 1—4 жгутика. У энтерококков обнаружены феномены генетической трансформации и конъюгации. Конъюгация определяется наличием трансмиссибельных плазмид.
Два вида являются основными симбиотическими организмами кишечника человека: Enterococcus faecalis (90—95 %) и Enterococcus faecium (5—10 %). Иногда образуют кластеры с другими видами, включая Enterococcus casseliflavus, Enterococcus raffinosus.

## Физиология и классификация
Факультативные анаэробы, способны осуществлять клеточное дыхание как в бескислородной, так и насыщенной кислородом среде. Спор не образуют, однако устойчивы в широком диапазоне условий. Растут при температуре +10…+45 °С, рН 4,5—10,0, а также при высоких концентрациях хлорида натрия. Вызывают типичный гамма-гемолиз кровяного агара.

### История
Вплоть до 1984 года бактерии рода Enterococcus классифицировались как стрептококки группы Д, пока методом геномного анализа ДНК не было показано, что более правильно выделение их в отдельный род.

## Патология
Вызывает многие клинически важные инфекции, такие как: инфекции мочевыводящих путей, бактериемию, бактериальный эндокардит, дивертикулит и менингит. Чувствительные штаммы могут быть подавлены ампициллином и ванкомицином.
Наиболее важной особенностью рода энтерококков является их высокий уровень эндемической антибиотикорезистентности. Некоторые энтерококки имеют внутренние механизмы устойчивости к бета-лактамным антибиотикам (пенициллины и цефалоспорины), а также ко многим аминогликозидным.
В последние два десятилетия появились особо вирулентные штаммы энтерококков, резистентные к ванкомицину (vancomycin-resistant enterococcus, or VRE) и способные вызывать внутрибольничные инфекции. Особенно распространены в США. Другие развитые страны, такие как Великобритания, были менее задеты эпидемией VRE, а Сингапур в 2005 году остановил её. VRE поддается лечению комбинацией антибиотиков Quinupristin/dalfopristin (Synercid), с чувствительностью около 70 %. Пациенты с инфекциями кровотока, вызванными E. faecium, имеют более высокий уровень смертности по сравнению с инфекциями, вызванными E. faecalis (37% против 32%).
Энтерококковый менингит — редкое осложнение нейрохирургических операций. Часто требует лечения внутривенным или интратекальным (подоболочечным) введением ванкомицина, хотя этот вопрос обсуждается. Достоверно неизвестно, влияет ли применение ванкомицина на исход, так как решающей частью ведения этих инфекций является извлечение нейрохирургических систем.

## Контроль качества воды
В больших объёмах воды допустимый порог загрязнения низок. Например, на Гавайях, с одними из самых строгих законодательств в США, предельно допустимый уровень для загрязнения воды энтерококками на побережье составляет 7 КОЕ на 100 мл воды, при превышении которого не рекомендуется заходить в воду.
В 2004 году в новом федеральном стандарте качества воды на общественных пляжах США фекальные колиформы были заменены на Enterococcus spp. Полагают, что это обеспечит более высокую корреляцию со многими широко распространёнными в городской канализации патогенами человека.